# Pere Alegre i Puech
Pere Alegre i Puech (Terrassa, 19 de juliol de 1909 - 31 de desembre de 1986) va ser un músic i compositor.
Estudià música amb Àngel Rodamilans (que més tard esdevindria monjo de Montserrat i contribuiria a la renovació musical del cenobi) i amplià estudis amb Joan Pecanins, fins al 1924. El també músic i compositor Ramon Serrat, que era el seu sogre, li ensenyà piano, harmonia i instrumentació.
Fou pianista a diverses orquestres i compongué catorze sardanes: 
- Els antics
- La dama d'Aragó
- De cara al cim
- Flors egarenques
- La font del Piujolé
- Intimitat
- Maria Magda
- La menuda
- Minyons d'en Serrat
- Núria
- La plaça vella
- Plors de rosada
- Vela va!
- Xaloquell d'estiu